# Landser
«Landser» (нім. піхотинець, ополченець) — німецький рок-гурт, широко відомий пропагандою націоналістичних поглядів і офіційно заборонений в Німеччині. Спочатку гурт мав назву Endlösung (нім. остаточне рішення єврейського питання). Вокаліст гурту Міхаель Регенер (також відомий під прізвиськом Luni — від горілчаної марки Lunikoff, що вироблялася в НДР) у 2003 році був засуджений до трирічного ув'язнення «за прославлення нацизму», а записи Landser в наш час[коли?] поширюються в Німеччині нелегально (в основному ввозяться з-за кордону або пересилаються через інтернет).

## Кримінальне переслідування
У 2003 році троє учасників Landser було притягнено до кримінальної відповідальності за створення організованої злочинної групи, «прославляння нацизму» і розпалювання міжнаціональної ненависті. Ударник Крістіан Венндорф і гітарист Андреас Меріке отримали умовні терміни, а Міхаель Регенер був засуджений до реального тюремного ув'язнення. 10 березня 2005 року Верховний суд Німеччини відхилив його апеляцію. Після 2003 року Landser припинили свою діяльність, проте доки не була розглянута апеляція, Регенер та решта музикантів мали можливість записуватися під назвою Die Lunikoff Verschwörung (нім. Змова Lunikoff).
Пізніше ще один учасник гурту Жан-Рене Бауер був засуджений до штрафу за покупку зброї та поширення дисків Landser.
21 жовтня 2006 р. сотні німецьких націоналістів організували демонстрацію біля берлінської в'язниці Тегель, в якій перебував Регенер, вимагаючи його звільнення.

## Музика
Музика Landser є R.A.C (Rock against Communism), але в деяких піснях стиль схожий на hatecore. Частина пісень має характерний металізований характер, що і наближає гурт до hatecore. Деякі з пісень Landser аполітичні і засновані на старовинних застільних піснях або прославляють минуле Німеччини і здоровий спосіб життя. Проте в більшості пісень оспівується німецький націоналізм і критикуються ворожі націоналізму політичні погляди (в першу чергу лібералізм і комунізм). Крім того, тексти багатьох пісень Landser направлені проти іммігрантів з Туреччини, Польщі і Африки.
Найбільше відомі акустична балада «Rudolf Heß» (Рудольф Гесс, що провів понад сорок років в ув'язненні, вважається мучеником за ідеали нацизму) і пісня «Opa war Sturmführer», присвячена дідові Регенера, що служив в СС. Також широкою популярністю користується пісня «Freiheit» («Свобода»).

## Landser і Україна
Landser прихильно ставляться до УПА. Зокрема, у пісні «Rebell» (Повстанець) є такі рядки:
| Ich war ein Aufstandischer in der Ukraine. Der Roten Armee, der machten wir Beine. Rasend vor Hass und ohnmachtiger Wut. Hier kommt ein Rebell und gleich fließt euer Blut. |

Переклад:
| Я був повстанцем в Україні. Червона армія драпала від нас. Несамовита від ненависті і безсилої злоби. Вже йде повстанець, зараз потече ваша кров. |

## Дискографія
(Записи, виділені жирним шрифтом, заборонені в Німеччині)
- Lunikoff Demo 92 (~1992, міні-альбом, пізніше перевидана)
- Das Reich kommt wieder (1992, міні-альбом, пізніше перевидана)
- Republik der Strolche (1995, міні-альбом)
- Berlin bleibt deutsch (1996, бутлеґ, ідентичний Das Reich kommt wieder)
- Deutsche Wut (1998, альбом, виданий під назвою Rock gegen oben)
- Best of… (2001, збірка) Amalek (спліт Landser, Stahlgewitter і Hauptkampflinie)
- Amalek (спліт Landser, Stahlgewitter і Hauptkampflinie)
- Ran an den Feind (2001, альбом)
- Endlösung — Final Solution: The Early Years (2002, альбом)
- Tanzorchester Immervoll (2002 збірка)
- Rock gegen ZOG — hepp, hepp… (2003, альбом)
- Tribute to Landser (2003)
- DIE LUNIKOFF Verschworung-heilfroh (2008)